# The Great Passage
The Great Passage (jap. 舟を編む Fune o Amu) ist eine japanische Anime-Fernsehserie von Studio Zexcs aus dem Jahr 2016. Das Alltags-Drama um den Redakteur in einer Wörterbuch-Redaktion ist eine Adaption der Light Novel Fune o Amu von Shion Miura und wurde international von Amazon Prime per Streaming veröffentlicht.

## Inhalt
Der Bücherwurm Mitsuya Majime (馬締 光也) arbeitet beim Verlag Gembu im Vertrieb als Vertreter. Eines Tages aber spricht ihn Kōhei Araki (荒木 公平) an, der die Redaktion für Wörterbücher leitet. Er sucht einen Ersatz, weil er sich bald zur Ruhe setzen will, und Majime fällt ihm durch seine Leidenschaft für Bücher und Sprache auf. So lässt er ihn in seine Abteilung versetzen, wo sich der schüchterne Majime zunächst zurückhaltend, dann immer engagierter von ihm einarbeiten lässt. Als freier Mitarbeiter bleibt Araki der Redaktion und Majime als Mentor erhalten. Neben ihm lernt er Masashi Nishioka (西岡 正志) kennen. Der fröhliche, gutaussehende Kollege ähnlichen Alters ist vor allem im Außendienst und im Knüpfen von Kontakten tätig. Eigentlich wollte er lieber in einer anderen Abteilung arbeiten und findet die Arbeit an Wörterbüchern langweilig, doch bald lässt er sich von Majimes Begeisterung mitreißen. Zusammen mit Sekretärin Kaoru Sasaki (佐々木 薫) und dem erfahrenen Professor Tomosuke Matsumoto (松本 朋佑), der ebenfalls als freier Mitarbeiter an der Redaktion beteiligt ist, sollen sie ein neues Wörterbuch beginnen: Das Daitokai (大渡海). Doch da die Wörterbuchredaktion im Verlag als geldfressender Ballast angesehen wird, haben sie schnell mit einigen Problemen zu kämpfen.
Neben seiner Arbeit und der Begeisterung fürs Lesen hat Majime kaum etwas anderes im Leben gemacht. Er lebt schon lange im von der alten Take Hayashi geführten Haus als Mieter eines Zimmers. Bereits seit einiger Zeit ist Majime in ihre Enkelin, Kaguya Hayashi (林 香具矢), verliebt, die eine Lehre als Köchin absolviert. Mit der Hilfe von Nishioka überwindet er sich endlich und gesteht ihr in einem aufwändigen Brief seine Liebe. Kaguya versteht zunächst gar nicht und ist unschlüssig, antwortet ihm aber schließlich positiv. Zur gleichen Zeit wird Nishiokas Versetzung in die PR-Abteilung des Verlags entschieden. Auch soll die Wörterbuchredaktion nun zusätzlich ein altes Wörterbuch überarbeiten. Alle spüren den Druck, unter dem die Arbeit am Daitokai steht, das womöglich aufgegeben werden soll. Doch Majime geht umso engagierter an die Arbeit und Nishioka versucht, vor seiner Versetzung alle Verpflichtungen zu erledigen und seinen Kollegen so viele Hilfestellungen wie möglich zu hinterlassen. Inzwischen sind sie zu einem guten Team in der Arbeit am Buch geworden. Zugleich sorgt sich Nishioka, dass seine heimliche Beziehung zu Remi Miyoshi nun auffällt. Sie arbeitet bereits in der PR-Abteilung und Nishioka hat das Verhältnis zu einer Kollegin bisher geheim gehalten. Doch als die Versetzung ansteht, ist ihm das Versteckspiel zu viel geworden und er trifft sich offen mit ihr.

## Produktion und Veröffentlichung
Die Serie entstand bei Studio Zexcs unter der Regie von Toshimasa Kuroyanagi. Konzept und Drehbuch stammen von Takuya Satō, der die Light Novel Fune o Amu von Shion Miura adaptierte. Das von Haruko Kumota gestaltete Charakterdesign der Vorlage wurde von Hiroyuki Aoyama für die Zeichentrickserie umgearbeitet. Die künstlerische Leitung lag bei Yuka Hirama. Die Arbeiten am Ton leitete Yukio Nagasaki und für die Kameraführung war Takahiro Hondai verantwortlich. Die Produzenten waren Akitoshi Mori und Soichiro Umemoto.
Die 11 Folgen der Serie wurden vom 13. Oktober bis 23. Dezember 2016 von Fuji TV im Programmblock noitaminA ausgestrahlt. Über Amazon Prime wurde die Serie parallel zur japanischen Ausstrahlung mit Untertiteln in diversen Sprachen veröffentlicht, darunter in Deutsch und Englisch.

### Synchronisation
| Rolle            | japanische Sprecher (Seiyū) |
| ---------------- | --------------------------- |
| Mitsuya Majime   | Takahiro Sakurai            |
| Masashi Nishioka | Hiroshi Kamiya              |
| Kaguya Hayashi   | Maaya Sakamoto              |
| Take Hayashi     | Ikuko Tani                  |
| Kōhei Araki      | Tetsuo Kanao                |
| Kaoru Sasaki     | Yoshiko Sakakibara          |

### Musik
Die Filmmusik stammt von Yoshihiro Ike. Das Opening wurde unterlegt mit dem Lied Shiokaze von Taiiku Okazaki und der Abspann ist unterlegt mit I&I von Leola.